# Leo Heidkamp
Leo Maria Heidkamp (* 28. August 1883 in Düsseldorf; † nach 1952) war ein deutscher Radierer, Exlibris-Künstler sowie Landschafts- und Genremaler der Düsseldorfer Schule.

## Leben
Heidkamp war Sohn eines Düsseldorfer Architekten. Unter Peter Janssen dem Älteren besuchte er um 1900 drei Jahre die Kunstakademie Düsseldorf. Er lebte eine Weile als Maler in Schöneberg bei Berlin, wo er 1908 Mitglied des Exlibris-Vereins wurde, hauptsächlich aber als Grafiker und Maler in Düsseldorf. Dort gehörte er dem Verein der Düsseldorfer Künstler an, in dessen Künstler- und Atelierhaus er 1952 wohnte.
Heidkamps Motive bildeten heimische Landschaften, oft Darstellungen von Bauern mit Pferdegespannen. Mit den Bildern Moseldorf und Im Moselland, die das Dorf Platten bei Wittlich vor seiner Bombardierung am 28. Januar 1945 darstellen, nahm er 1943 an der Großen Deutschen Kunstausstellung in München teil.